# Шемборово
Шемборово (пол. Szemborowo) — село в Польщі, у гміні Стшалково Слупецького повіту Великопольського воєводства.
Населення — 345 осіб (2011).
У 1975-1998 роках село належало до Конінського воєводства.

## Демографія
Демографічна структура станом на 31 березня 2011 року:
|          | Загалом | Допрацездатний вік | Працездатний вік | Постпрацездатний вік |
| -------- | ------- | ------------------ | ---------------- | -------------------- |
| Чоловіки | 174     | 41                 | 118              | 15                   |
| Жінки    | 171     | 44                 | 95               | 32                   |
| Разом    | 345     | 85                 | 213              | 47                   |